# Pseudautomeris amphirene
Pseudautomeris amphirene är en fjärilsart som beskrevs av Jean Baptiste Boisduval 1875. Pseudautomeris amphirene ingår i släktet Pseudautomeris och familjen påfågelsspinnare. Inga underarter finns listade i Catalogue of Life.